# Тасуй, Борис Терентьевич
Борис Терентьевич Тасуй (28 января 1921 — 5 декабря 1943) — командир роты танков Т-34 1-го танкового батальона 63-й Таманской танковой бригады (Отдельная Приморская армия), капитан, Герой Советского Союза.

## Биография
Родился 28 января 1921 года в посёлке Южный (Харьковская область) ныне Харьковской области Украины.
В Красной Армии с 1940 года. В 1941 году окончил Харьковское танковое училище. Воевал на Карельском, Закавказском, а с 1943 года — на Северо-Кавказском фронтах.
5 декабря 1943 года в боях за Керчь, у села Кош-Кую, в районе высоты 133,3 провёл за собой пехоту, истребляя врага. В этом бою ротой капитана Тасуя было уничтожено 2 пулемёта, 2 миномёта и до 20 солдат и офицеров противника. При отражении одной из контратак противника капитан Тасуй героически погиб.
16 мая 1944 года за мужество и героизм, проявленные в боях с немецко-фашистскими захватчиками капитану Тасую Борису Терентьевичу присвоено звание Героя Советского Союза (посмертно).

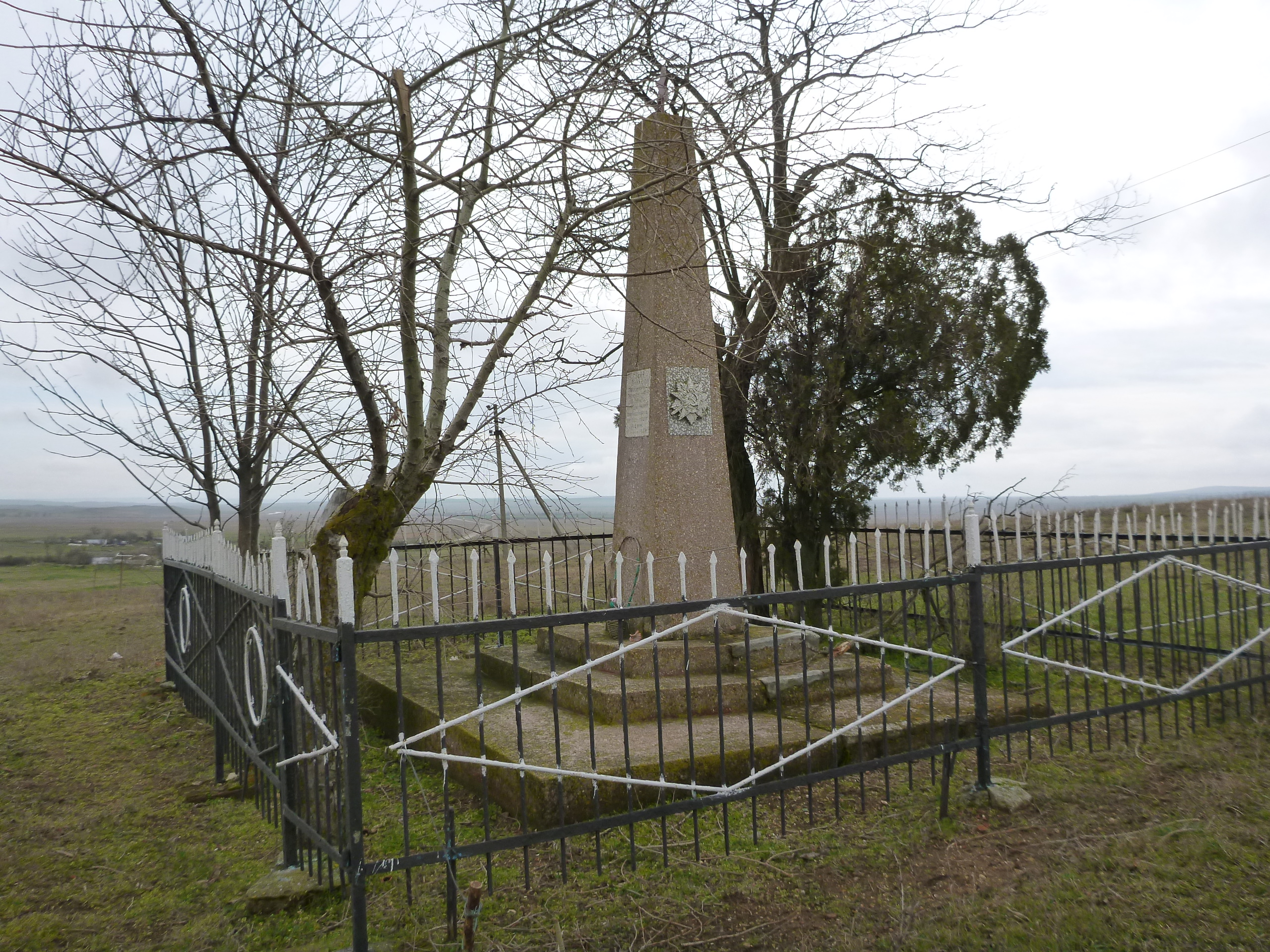
Памятный знак Герою Советского Союза Тасую Б. Т.

## Увековечивание памяти
- На месте подвига воздвигнут обелиск с памятной доской: «Тосуй Борису Терентьевичу — Герою Советского Союза, погибшему смертью храбрых за свободу нашей Родины. 11 ноября 1943 г.». Могила Героя Советского Союза Бориса Тасуй Республика Крым, Ленинский район, Чистопольский сельсовет, севернее с. Тасуново, у дороги в с. Чистополье — памятник истории местного значения. Решением Крымского облисполкома от 05 сентября 1969 № 595, охранный № 1292. Охранная зона памятника 5,0×5,0 м, утверждена решением Крымского облисполкома от 15 января 1980 № 16.  Объект культурного наследия народов РФ регионального значения. Рег. № 911710855590005 (ЕГРОКН)

- Указом Президиума Верховного Совета РСФСР от 18 мая 1948 года в честь Героя Советского Союза Бориса Тасуя село Кош-Кую переименовано в Тасуново[1].

- Именем Бориса Тасуя названа одна из главных улиц посёлка Южный Харьковской области.[2]

- Именем Бориса Тасуя в СССР была названа школа № 1 посёлка Южный, в которой он учился.

- На школе 1 посёлка Южный до 1975 года была открыта мемориальная доска с надписью на русском языке: «В этой школе учился Герой Советского Союза Тасуй Борис Терентьевич.»[2].